# Metro Baku
Die Metro Baku (aserb. Bakı Metropoliteni, russisch Бакинский метрополитен) ist die U-Bahn der aserbaidschanischen Hauptstadt Baku und zugleich das einzige U-Bahn-System Aserbaidschans. Der erste Abschnitt wurde am 6. November 1967 in Betrieb genommen. Die bisher letzte Streckenergänzung wurde am 23. Dezember 2022 eröffnet. Das Streckennetz ist 40,3 Kilometer lang und bedient 27 Stationen.

## Geschichte und Allgemeines
Die ersten Pläne für den U-Bahn-Bau in Baku gab es bereits in den 1930er Jahren. Wegen des Ausbruchs des Zweiten Weltkriegs mussten die Bauvorhaben jedoch zunächst gestoppt werden. Erst 1947 wurde der Bau per Dekret des Ministerrats der Sowjetunion beschlossen. Der erste Bauabschnitt mit knapp zehn Kilometern von Bakı Soveti (heute İçərişəhər) bis Nəriman Nərimanov ging nach langer Bauzeit am 6. November 1967 in Betrieb. In den 1970er und 1980er Jahren wurde das Metrosystem weiter ausgebaut, so ging beispielsweise im Jahr 1985 die als zweite („grüne“) Linie vorgesehene Strecke von Nizami Gəncəvi bis Memar Əcəmi in Betrieb. Architektonisch orientierte man sich bei der Errichtung der Stationen stark am Moskauer Vorbild, wodurch viele der Stationen eine prunkvolle Gestaltung erhielten.

### Metro Baku in der Corona-Pandemie
In der weltweiten Corona-Pandemie stand der Verkehr auf der Metro Baku größtenteils still. Zum 31. Mai 2021 startete die Metro wieder ihren Betrieb.

## Liniennetz
Das für die Metro Baku ursprünglich vorgesehene System mit zwei Linien wurde bis heute nicht abschließend umgesetzt, da die als Umstiegsknoten geplante Station Cəfər Cabbarlı für diesen Zweck noch nicht ausgebaut wurde. Aufgrund dessen besteht die zweite Linie gegenwärtig nur aus dem eingleisigen Zwei-Kilometer-Abschnitt zwischen den beiden Stationen Cəfər Cabbarlı und Şah İsmail Xətai, während die restlichen U-Bahn-Strecken als eine einzige (verzweigte) Linie betrieben werden, auf der Züge im Wechsel zwischen Həzi Aslanov und İçərişəhər (ursprünglich Bakı Soveti) bzw. zwischen Həzi Aslanov und Dərnəgül bzw. zwischen İçərişəhər und dem oberirdischen Bahnhof Bakmil verkehren.
Der Zugang zu den Bahnsteigen wird durch Zugangssperren geregelt, die das Durchqueren erst nach Anlegen einer RFID-Chipkarte gestatten. Die RFID-Chipkarten wurden ab 2006 versuchsweise eingeführt, erwiesen sich als großer Erfolg und stellen heute die einzige Bezahlmethode dar. Die Karten müssen einmalig für 2 AZN (knapp 1 Euro; Stand 2018) erworben werden und können dann beliebig oft mit der gewünschten Anzahl möglicher Fahrten geladen werden. Eine Fahrt kostet 40 Qəpik (ungefähr 20 Cent, Stand 2023).

### Linie
| Name     | Linie | Strecke                           | Eröffnungsdatum | Länge   | U-Bahnhöfe |
| -------- | ----- | --------------------------------- | --------------- | ------- | ---------- |
| Linie 1  | 1     | İçərişəhər ↔ Həzi Aslanov         | 1967            | 20,1 km | 13         |
| Linie 2  | 2     | Şah İsmail Xətai ↔ Dərnəgül       | 1976            | 14,5 km | 10         |
| Linie 2B | 2B    | Şah İsmail Xətai ↔ Cəfər Cabbarlı | 1976            | 2,1 km  | 2          |
| Linie 3  | 3     | Xocəsən ↔ 8 Noyabr                | 2016            | 5,7 km  | 4          |

### Zeittafel der Eröffnungen
| Strecke                        | Eröffnungsdatum   | Länge   |
| ------------------------------ | ----------------- | ------- |
| İçərişəhər – Nəriman Nərimanov | 6. November 1967  | 6,5 km  |
| 28 May – Şah İsmail Xətai      | 22. Februar 1968  | 2,3 km  |
| Nəriman Nərimanov – Ulduz      | 5. Mai 1970       | 2,1 km  |
| Ulduz – Neftçilər              | 7. November 1972  | 5,3 km  |
| 28 May – Nizami Gəncəvi        | 31. Dezember 1976 | 2,2 km  |
| Nəriman Nərimanov – Bakmil     | 28. März 1979     | 0,5 km  |
| Nizami Gəncəvi – Memar Əcəmi   | 31. Dezember 1985 | 6,5 km  |
| Neftçilər – Əhmədli            | 28. April 1989    | 3,3 km  |
| Cəfər Cabbarlı                 | 27. Dezember 1993 | N/A     |
| Əhmədli – Həzi Aslanov         | 10. Dezember 2002 | 1,4 km  |
| Memar Əcəmi – Nəsimi           | 9. Oktober 2008   | 2,1 km  |
| Nəsimi – Azadlıq prospekti     | 30. Dezember 2009 | 1,3 km  |
| Azadlıq prospekti – Dərnəgül   | 29. Juni 2011     | 1,5 km  |
| Avtovağzal – Memar Əcəmi-2     | 19. April 2016    | 2,1 km  |
| Memar Əcəmi-2 – 8 Noyabr       | 29. Mai 2021      | 3,5 km  |
| Avtovağzal – Xocəsən           | 23. Dezember 2022 | 2,2 km  |
| Insgesamt:                     | 27 U-Bahnhöfe     | 40,3 km |

## Fahrzeuge

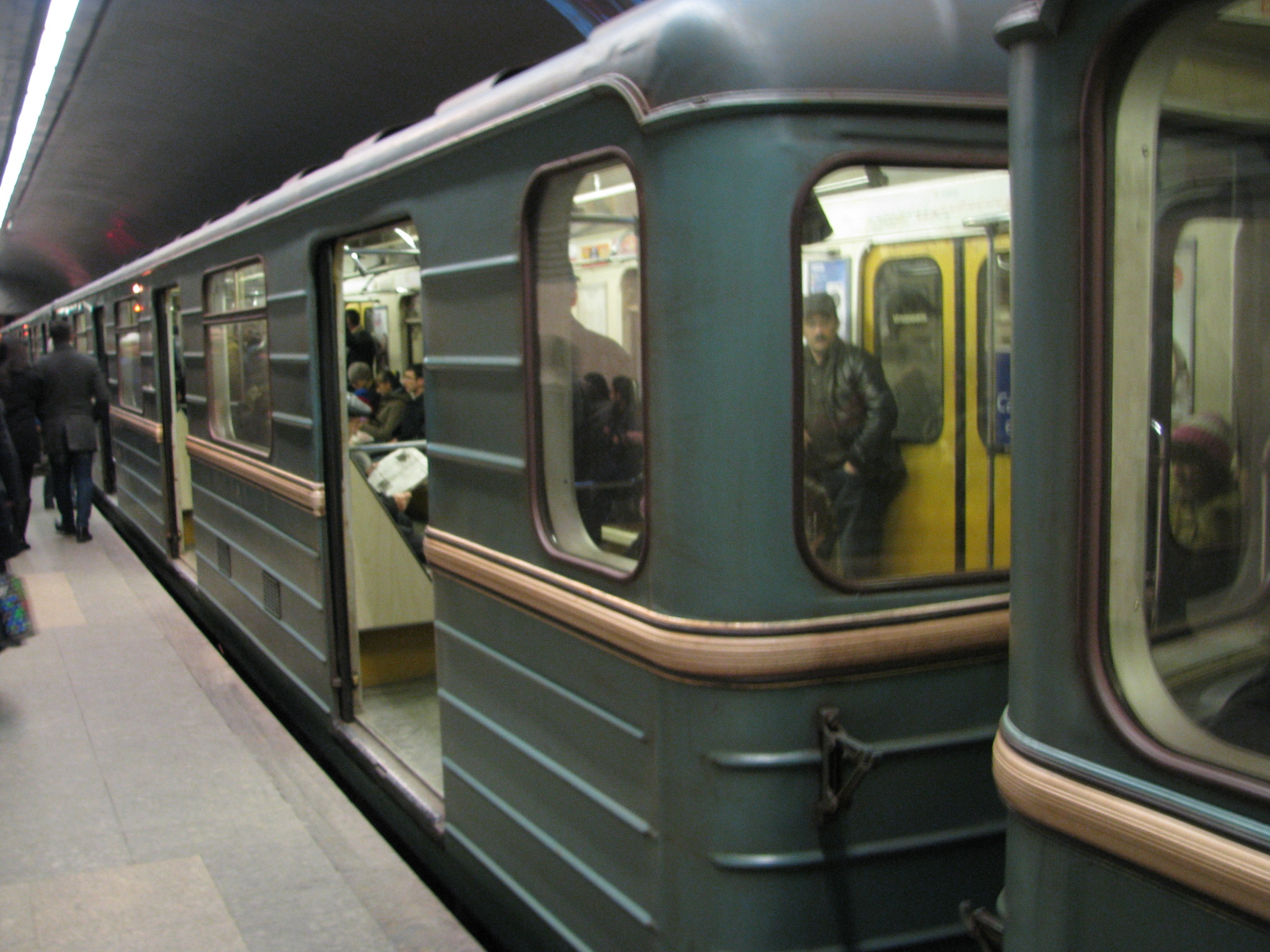
Ein Zug der Metro Baku

Wie in fast allen U-Bahn-Netzen der ehemaligen Sowjetunion verkehren in der Metro Baku Züge der Baureihen „E“ und „81-717/714“. 2014 wurde die neue Baureihe „81-760/761“ als ihre Nachfolgerin eingesetzt und soll schrittweise die älteren Baureihen ersetzen. Sie alle werden im Depot Bakmil gewartet, dem bisher einzigen Metrodepot Bakus.

## Unfälle
Am 28. Oktober 1995 ereignete sich bei der Metro Baku eine verheerende Brandkatastrophe, die weltweit für Aufsehen sorgte: Wegen eines technischen Defekts im Stromversorgungssystem der U-Bahn brannte ein vollbesetzter Zug im Tunnel nahe der Station Ulduz ab. Dabei verbrannten oder erstickten insgesamt 303 Menschen, davon 28 Kinder, weitere 269 Personen erlitten Verletzungen, Rauchvergiftungen und Verbrennungen. Die Brandkatastrophe von 1995 gilt als der schwerste Zwischenfall in der Geschichte der U-Bahn weltweit.